# ブラチスラヴァ-セレジュ市街間馬車鉄道
ブラチスラヴァ-セレジュ市街間馬車鉄道（スロバキア語:Medzimestská konská železnica Bratislava – Sereď、ドイツ語:ティルナウエル馬車鉄道、Tyrnauer Pferdeeisenbahn）は、ハンガリー王国時代のスロバキアにあった馬車鉄道線。現在のスロバキア国鉄ブラチスラヴァ-ジリナ鉄道線ブラチスラヴァ郊外-トルナヴァ間およびセレジュ-トルナヴァ鉄道線である。

## 概要

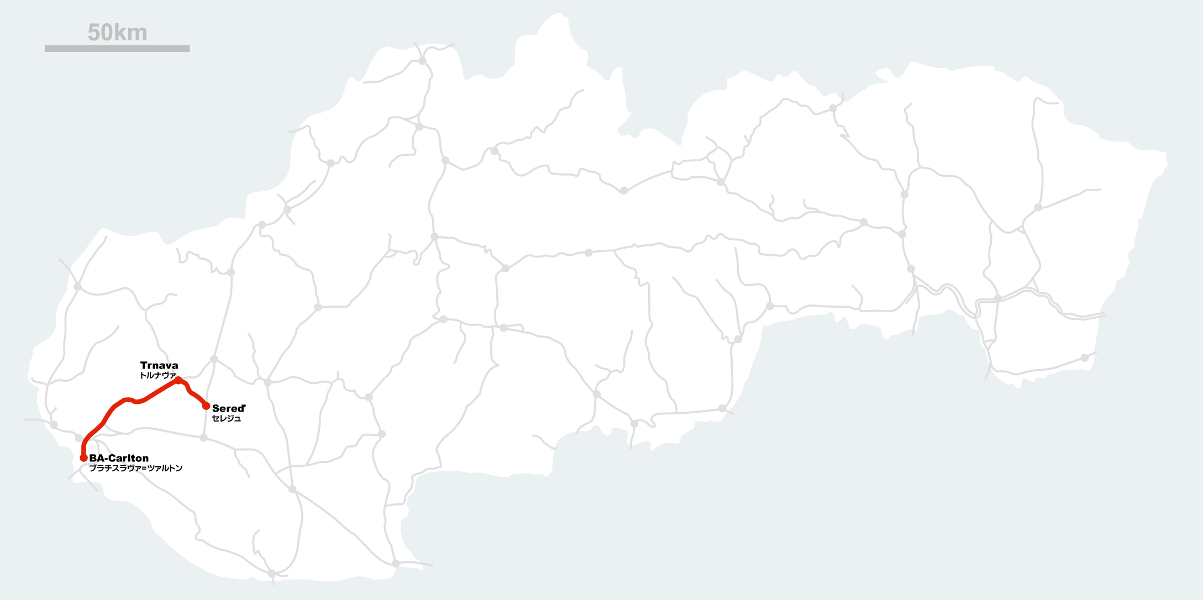
ブラチスラヴァ-セレジュ市街間馬車鉄道線の位置

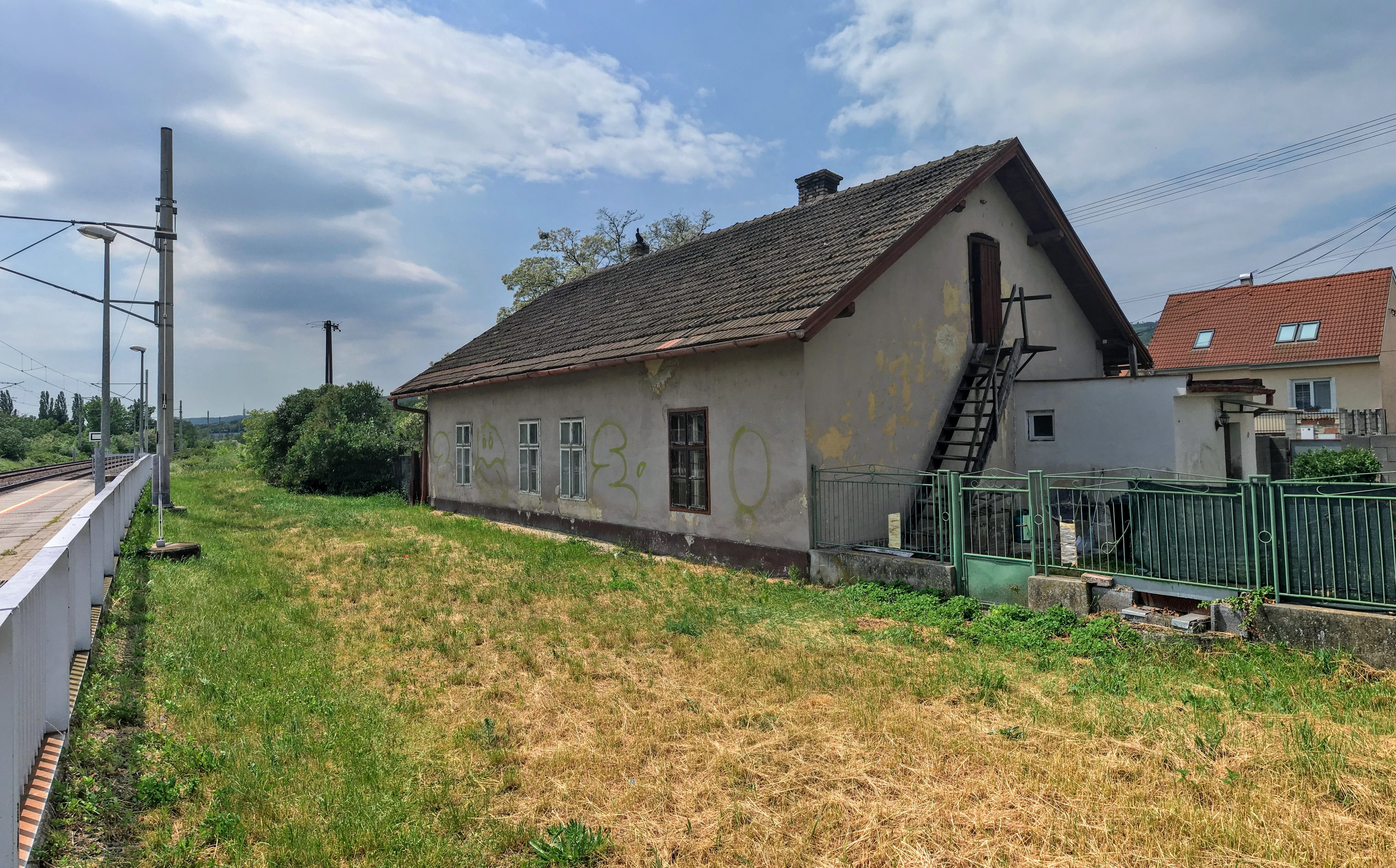
当初の終着駅だったスロバキア国鉄ブラチスラヴァ-ジリナ鉄道線スヴェティーユル鉄道駅に隣接して民家として現存する1840年開業時の馬車鉄道駅駅舎（ブラチスラヴァ県ペジノク郡スヴェティーユル市、2017年）

ハンガリー王国で鉄道建設熱が盛り上がった1836年、ハンガリー貴族やブラチスラヴァ市の卸売業者などが中心となって、農産物輸送を目的とする第一ハンガリー・ブラチスラヴァ-トルナヴァ鉄道会社（Prvá uhorská bratislavsko - trnavská železničná spoločnosť）を設立した。沿線都市との覚書調印を経て1838年1月22日に第一回総会を開催し着工。路線総延長はブラチスラヴァ-トルナヴァ-セレジュ間64キロで、旅客輸送年間6万人、貨物輸送年間60万トンを見込み、事業計画には将来の蒸気鉄道化を盛り込んでいた。
会社は土地買収の資金難に苦しみながらも、1840年10月4日にドナウ川河畔のブラチスラヴァ＝ツァルトンから郊外のスヴェティーユルの区間が開業した。ブラチスラヴァ市街にはブラチスラヴァ＝プロペルラ、ブラチスラヴァ＝ノヴェーメスト（のちブラチスラヴァ＝ニヴィ鉄道駅）、ブラチスラヴァ馬車鉄道駅、ブラチスラヴァ＝フィオク（のちブラチスラヴァ支駅）の各駅が設けられた。
翌1841年にはスヴェティーユル-ペジノク間が開業したが、このころ実際に必要な建設費用が当初の見積もりの倍に達することが発覚し、以東の建設工事が事実上ストップした。その後1844年になって、既開通区間の好調な業績で黒字を計上することができ、資金と建設資材調達の目途が付いたことから工事が再開。1845年10月にシェンクヴィツェ、同年12月にシーフェル、1846年6月1日にトルナヴァまで段階的に開業し、同年12月11日にセレジュまで全通。ブラチスラヴァ-セレジュ間を4時間半で結んだ。
しかし当初の計画だった蒸気鉄道化に必要な資金調達の目途が立たないことから、第一ハンガリー・ブラチスラヴァ-トルナヴァ鉄道会社は1871年、事業をヴァーグヴェルジ鉄道会社（ハンガリー語:VVV, Vágvölgyi vasút、ドイツ語:WTB, Waagtalbahn）に売却した。同社はハンガリー王室から新たにトルナヴァ-トレンチーン間の鉄道路線と蒸気機関車の譲渡を受け、1872年に馬車鉄道区間を蒸気鉄道化。のち1891年にオーストリア＝ハンガリー国鉄（StEG）に編入された。

### ブラチスラヴァ馬車鉄道駅
1840年に完成したブラチスラヴァ馬車鉄道駅（Bratislava stanica konskej železnice）は本線から分岐した頭端式ホームを持つターミナル駅の構造を持っていた。レギオナールスカ通り・クリージュナ通り交差点に現在も残る駅舎は宮殿の建築様式を取り入れたもので、ブラチスラヴァ市内で最も古い建築物の一つとされる。現存するこの時代のこうした建築物はヨーロッパ各地でもあまり見られず、「プレスブルクの珍品」とも称されている。
長年にわたり所有者が次々と代わり、老朽化が激しくなったため取り壊される可能性もあったが、ブラチスラヴァ市に本社を置く保険会社のゲネラリ・スロバキア保険株式会社（Generali Slovensko poisťovňa, a.s.）が保存を目的に購入し同社の地域本部として使用した。さらに2009年、ブラチスラヴァ市が周辺を緑地公園とする計画で約115万ユーロで買い取り、外壁を開業当時の色に塗り直すなどの復元作業を進めている。